# Marko Glogović
Marko Kornelije Glogović (Zagreb, 14. listopada 1976.), hrvatski je katolički svećenik i redovnik pavlin, pro-life aktivist i pisac.

## Životopis
Rodio se u Zagrebu 14. listopada 1976. godine. Pohađao je Klasičnu gimnaziju u Zagrebu. Želio je postati pavlinom, no kako u Hrvatskoj za vrijeme Domovinskoga rata nisu postojali uvjeti za školovanje pavlina, odlazi u Poljsku u novicijat Reda te na studij teologije i filozofije u Krakowu. Nakon davanja vječnih zavjeta postaje đakon, vraća se u Hrvatsku i postaje svećenikom u lipnju 2002., u zagrebačkoj katedrali, po rukopoloženju kardinala Josipa Bozanića.
Od 1999. godine počeo se zalagati za promicanje dostojanstva ljudskog života i obrane nerođenog djeteta. Osnovao je Centar za nerođeni život – Betlehem i srodne udruge. Pokrenuo je Molitvene Sabore za nerođene i svečane Majčine dane, izdavaštvo „za život“ Nonnatus, spomen-obilježja u čast pobačene djece, seminare za izlječenje rana pobačaja, inicijativu za zlostavljane žene „Bakhita“, tzv. Službu Pomirenja za roditelje suočene sa spontanim pobačajem djeteta, dvije majčinske kuće „Obitelj sv. Josipa“ za prihvat samohranih majki, trudnica i djece. Većinu djelatnosti provodi u sklopu Pavlinskoga samostana Svetice.
Napisao je ili uredio nekoliko desetaka raznih traktata i brošura, knjige "U potrazi za Kraljevstvom", "Suza Jahve Sabaota", "Pogled sa zvonika", "Pokazat ćeš mi stazu života", "Trenutak Neba", "Jaganjčevi najmanji anđeli", "Začeti u Božjem Srcu", "Na dlanu Milosrdne Ljubavi", "Ukradeni blagoslov" i "Vapaj s Golgote", te molitvenike "Ružarij Nevine dječice", "U zagrljaju Milosrđa", "Uskrsnuloj Ljubavi", "Molitveno bdijenje za nerođene", "Molitva križnog puta za spas nerođenih", "Nebeski Ljiljani", "Uzdajmo se u Gospodina".
O njemu je snimljen dokumentarni film Zagrli život.

## Djela
Bibliografija
- Ukradeni blagoslov (2004.) [6][7]
- U zagrljaju milosrđa (2004.), molitvenik [8]
- Molitva Križnog puta za spas nerođenih (2004.) [9]
- Vapaj s Golgote (2005.) [10] (elektronička inačica  Arhivirana inačica izvorne stranice od 9. svibnja 2022. (Wayback Machine))
- Uskrsnuloj ljubavi (2005.) [11]
- Suza Jahve Sabaota (2005.) [12]
- Dodir milosrdne ljubavi (2005.) [13]
- Pogled sa zvonika (2007.) [14]
- U potrazi za Kraljevstvom (2008.) [15]
- Ružarij nevine dječice (2008.) [16]
- Nebeskim ljiljanima (2008.), devetnica i molitve [17]
- Trenutak neba (2009.) [18]
- Ta divna milost (2009.) [19]
- Stvoritelju zahvalni (2009.) [20]
- Jaganjčevi najmanji anđeli (2009.) [21]
- U pobjedi života (2010.) [22]
- Jači je u nama (2010.) [23]
- Filomeni čudesnoj (2010.) [24]
- Devetnica : molitve za nerođenu dječicu s blaženom Marijom Propetoga Petković (2010.) [25]
- Samo za stotu ovcu (2012.) [26]
- Pobjeda je Gospodnja! (2012.) [27]
- Kroz pustinju i nešumu (2012.) [28]
- Jesam, dakle kriv sam [29]
- U molitvi za život (2013.) [30]
- Ou hau aj lav Đizs (2013.) [31]
- Tragom Crne Gospe (2014., suautor) [32]
- Maleni zauvijek ljubljeni (2015.) [33]
- --- meni činite (2016.) [34]
- Grešnicima ulaz dopušten (2016.) [35]
- Slika Boga nevidljivoga (2017.) [36]
- Iznad tebe zora sviće (2017.) [37]
- Dušo Kristova, posveti me! (2017., uredio) [38]
- Jao, jao Babilon je pao (2018.) [39]
- Vidljivi Bog (2019.) [40]
- U molitvi pred izvornom slikom Božjeg milosrđa (2019.) [41]
- Pro-laj(f)kam (2019.) [42]
- Ak’ odrastem, bit ću katolik (2019.) [43]
- Ludo Božje : o lijepoj, o dragoj, o slatkoj vjerojatno utopiji (2020.) [44]
- Konopčić Božje Mame (2020.) [45]
- Zrnca krunice : vitamini duše (2021.) [46]
- Moćan savez sa svetim Mihaelom Arkanđelom (2021.) [47]
- Jerihon Srca Marijina : 30 dana zagledanosti u Božja rješenja (2022.) [48]

## Vanjske poveznice
Mrežna mjesta
- Makrobiotika, kolumna Marka Glogovića na portalu Bitno.net
- Udruga Betlehem, službeno mrežno mjesto